# Koblach
Koblach é um município do distrito de Feldkirch, Vorarlberga, Áustria.

## Geografia
Koblach localiza-se no estado mais ocidental da Áustria, Vorarlberga, no distrito de Feldkirch, a 456 metros acima do nível do mar. Os bairros do município são Au, Dürne, Straßenhäuser, Neuburgo e Udelberga.

### Municípios vizinhos
Koblach tem fronteira com sete outros municípios, dos quais seis em Vorarlberga: Mäder, Götzis, Klaus, Röthis, Rankweil e Meiningen. No lado ocidental do rio Reno, Koblach tem fronteira com Oberriet, no cantão suíço de São Galo.

## História
A região de Koblach já era povoada há 7000 anos.. Em 1952 foram encontrados restos humanos datando de cerca de 7500 anos a.C. aos pés do Cumemberga, durante escavações arqueológicas.
Durante a Idade Média, Koblach foi a sede da corte dos Guelfos – no castelo de Neuburgo. Hugo von Tumb vendeu em 1363 o castelo e a soberania de Neuburgo aos duques da Áustria.
Em 1675 Koblach foi elevada à categoria de paróquia. De 1805 a 1814 pertenceu à Baviera, e depois novamente à Áustria. Os Habsburgo controlaram a região de Vorarlberga alternadamente a partir do Tirol e da Áustria Anterior (Friburgo em Brisgóvia) e em 1852 obtiveram o direito de cobrar impostos.
Koblach faz parte do estado de Vorarlberga desde a fundação deste, em 1861. 
Em 1888 diversas construções foram destruídas durante uma cheia do Reno. O município fez parte da zona de ocupação francesa na Áustria de 1945 a 1955.

## Cidadãos célebres
- Erwin Kräutler (* 1939), bispo católico-romano e Prelado no Brasil, na Prelazia do Xingu.
- David Helbock (* 1984), músico de Jazz.